# Liste des gouverneurs de la Province orientale
Cet article contient une liste des gouverneurs de la Province orientale de la  République démocratique du Congo.
| Début de mandat | Fin de mandat | Nom                               |
| --------------- | ------------- | --------------------------------- |
| décembre 1958   | mai 1960      | Pierre Leroy                      |
| juin 1960       | août 1960     | Jean-Pierre Finant                |
| Decembre 1960   | octobre 1961  | Jean Faustin Manzikala            |
| septembre 1998  | décembre 1998 | Luthia Bene Kabala                |
| décembre 1998   | juin 2000     | Théo Baruti                       |
| juillet 2000    | avril 2001    | Justin Yogbaa Litanondoto         |
| avril 2001      | mai 2004      | Jean-Pierre Bilusa Baila          |
| mai 2004        | novembre 2005 | Théo Baruti                       |
| novembre 2005   | février 2007  | Jean-Pierre Lola Kisanga          |
| février 2007    | mars 2012     | Médard Autsai Asenga              |
| mars 2012       | janvier 2013  | Ismaël Arama Ndiama (par intérim) |
| février 2013    | octobre 2015  | Jean Bamanisa Saïdi               |